# Jean-François Batut
Jean-François Batut (Castres, 26 de junho de 1828 - 21 de maio de 1907) foi um pintor francês conhecido por seus retratos, incluindo os de Ferdinand de Lesseps e Gustave Eiffel. Seu filho Léopold (nascido em 1856) também foi um pintor.

## Biografia

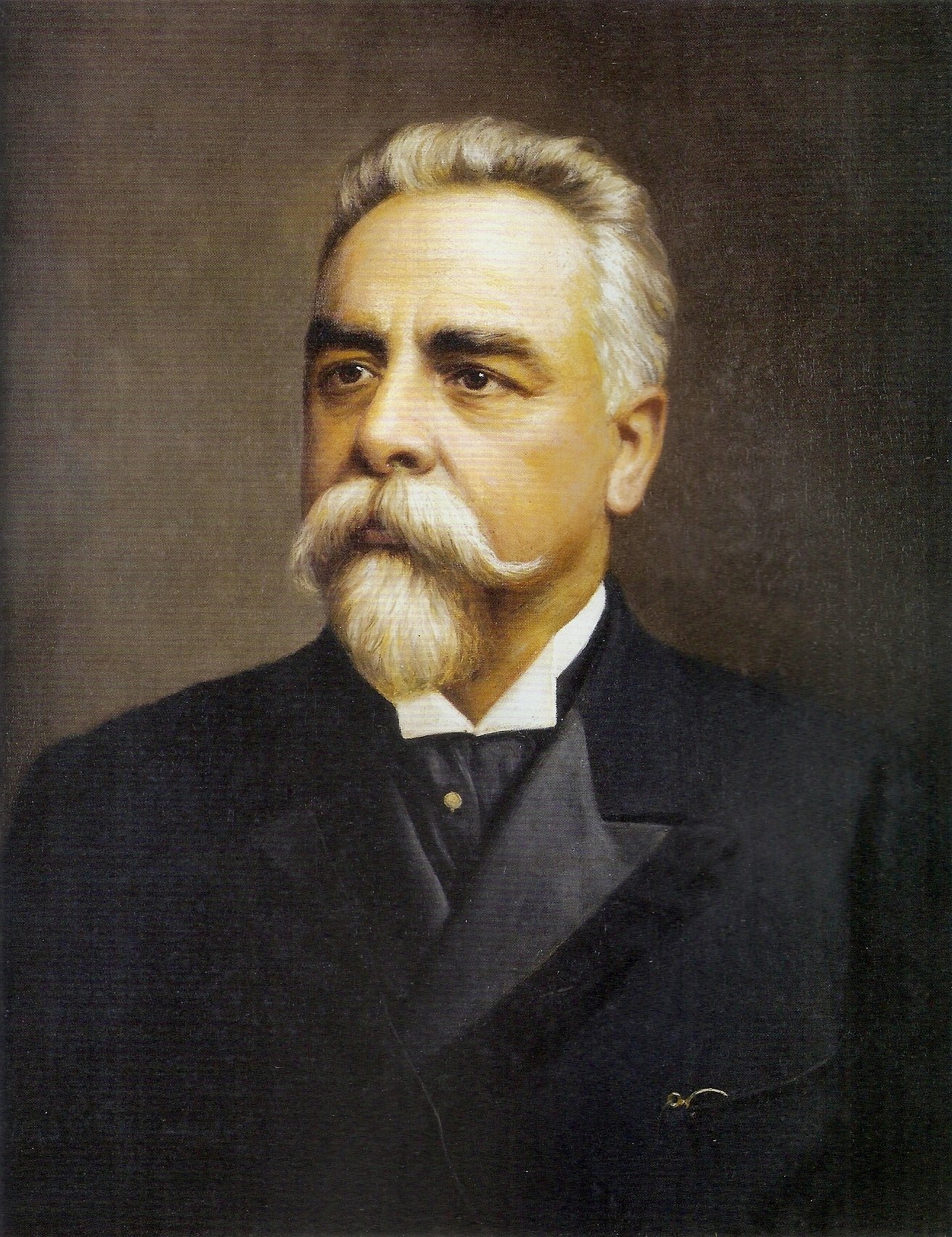
Retrato de Campos Salles, feito por Batut, que integra a Coleção Campos Salles, no Museu do Ipiranga

Jean-François Batut nasceu em 26 de junho de 1828 na rua Albinque em Castres. Estudou com Charles Valette e expôs no Salon entre 1861 e 1887. Seu filho Léopold também se tornou pintor. Jean-François Batut morou em Paris de 1858 a 1885, mantendo-se financeiramente por seus retratos famosos. Morreu em 21 de maio de 1907, na rua Mahuziès na sua cidade natal.